# Dimitrios Wikielas
Dimitrios Wikielas, znany też jako Demetrius Vikelas (gr. Δημήτριος Βικέλας, ur. 15 lutego 1835 na Siros, zm. 20 lipca 1908 w Atenach) – grecki przedsiębiorca, pisarz, tłumacz literacki, działacz sportowy, pierwszy przewodniczący Międzynarodowego Komitetu Olimpijskiego.
Jako członek Panhelleńskiego Klubu Gimnastycznego z Aten, reprezentował Grecję na Międzynarodowym Kongresie dla Wskrzeszenia Igrzysk Olimpijskich, zwołanym  przez barona Pierre'a de Coubertina w Paryżu w czerwcu 1894. Decyzją kongresu powołano do życia igrzyska olimpijskie ery nowożytnej. Organizację I Igrzysk Olimpijskich powierzono – ustanowionemu w tym celu – Międzynarodowemu Komitetowi Olimpijskiemu. Jego przewodniczącym został wybrany Wikielas, który zabiegał, żeby igrzyska odbyły się w Atenach. Po przeprowadzeniu ich tam w 1896, Wikielas ustąpił ze stanowiska, pozostając w następnych latach aktywnym członkiem Helleńskiego Komitetu Olimpijskiego.